# Померанські балти
Померанські балти - західні балтійські племена, що заселяли на початку і середині Бронзової доби територію Померанії, сучасну територію північу Польщі та східну частину сучасної північної Німеччини.
Найстаріші предмети побуту, якими користувалися померанські балти, датуються приблизно 1500 роком до нашої ери.
Згідно з дослідницею Марією Ґімбутас , померанські балти населяли не тільки Померанію, але також розселялися по берегах Вісли та Одера, до території Сілезії (до меж лужицької культури).
У I-V століттях нашої ери померанські балти були вигнані німецькими племенами і пішли на схід, а деяка цих балтів була поступово асимільована, як показують гідроніми та топоніми, що збереглися до наших днів - на думку дослідника Германа Шалля, сліди перебування балтів у Померанії збереглися і донині, оскільки назви деяких географічних об'єктів Померанії мають суто балтійське походження.
Ймовірно, деякі з померанських балтів стали предками прусів.